# Bonnie Duck!?
Bonnie Duck!?（ボニーダック）は、日本のロックバンド。

## メンバー
- 芝田英人（ボーカル）
- 森本明人（ギター）

解散後、前川とロックバンド「Electric Eel Shock」を結成。
- 前川和人（ベース）
- 奥村唯人（ドラムス）

加入前はバンドEAZY TRAPSとして活動していたが、1990年秋に脱退し、Bonnie Duck!?に正式加入。その後、「EAZY TRAPS」から改名した「Soul Shakedown Party」に再加入している。
- 飯田ヒロシ（パーカッション）

解散後、お笑いコンビ「サービスパンダ」を結成。2001年解散。
- 川井健（キーボード）

浜の後任として加入。
解散後、ロックバンド「Persons Of Asia」を結成。

### 旧メンバー
- 浜（キーボード）

1991年3月14日脱退。

## 概要
1990年8月、シャ乱Q、カメレオン、Little-Bo-y、RAZZ MA TAZZとともに「すっぽんファミリー」（第一期）を結成。大阪城公園駅前ストリートでライブを始めた。同月、「Fresh Sound Contest」に出場し、全国大会準グランプリを受賞。
同年11月3日放送の『三宅裕司のいかすバンド天国』に出演し、楽曲「C.I.A.」を演奏。
1992年2月、トイズファクトリーからシングル「パンパカパン」、アルバム『ボニーダク男』でデビュー。しかし、デビュー後程なくしてバンドは方向性を見失ってしまい、1993年10月解散。アマチュア時代を含む5年間の活動に終止符を打った。

## ディスコグラフィ

### 参加作品
| 発売日        | タイトル            | 規格品番 | 曲順 | 楽曲  |
| ------------- | ------------------- | -------- | ---- | ----- |
| 1998年6月21日 | いか天 ザ・50 Vol.2 | APCA-224 | M.3  | C.I.A |

## タイアップ一覧
| 使用年 | 曲名                | タイアップ                                         |
| ------ | ------------------- | -------------------------------------------------- |
| 1993年 | シャイなしりとりBoy | テレビ朝日系『ザ・ゲームシティ』エンディングテーマ |
| 1993年 | イチャイチャ        | ハウス食品「麦茶」CMソング                         |